# 超越関数
超越関数（ちょうえつかんすう、英: transcendental function）とは、多項式方程式を満たさない解析関数であり、代数関数と対照的である。言い換えると、超越関数は加算、乗算そして冪根という代数的演算を有限回用いて表せないという意味で代数を「超越」したものである。
超越関数の例として、指数関数、対数関数、そして三角関数が挙げられる。
正式には、実あるいは複素変数 z の解析関数 f(z) が超越的とは、f(z) が z と代数的独立であることをいう。この定義は多変数関数にも拡張できる。

## 代数関数と超越関数
超越関数の例としては、初等超越関数（対数関数、指数関数、三角関数、逆三角関数）があげられる。
超越関数とは代数関数（Algebraic Function）ではない解析的な関数のことである。
代数関数とは多項式を係数とする代数方程式の解として表せる関数のことであり、たとえば多項式や有理関数、有理関数の平方根や立方根などがその例となる（代数方程式の解は一般には四則とべき根を用いて陽的な式の形では表せないので、代数関数についても同様となる）。
逆数関数の不定積分から対数関数が生じるように、何らかの関数の不定積分が超越関数になる場合が多い。どのような場合に不定積分により超越関数が生成されるかは微分代数の研究対象である。
有理関数を係数とする線形常微分方程式の解が超越関数となる条件についての研究については文献の解説を参照されたい。

## 次元解析
次元解析は物理学などで様々な単位の物理量を組み合わせた計算を行う。このとき、超越関数の引数は次元のない値でなければ意味をなさない。このため超越関数が間違いの元になりやすい。例えば、log(10 m）とすることはできない。次元を持つ値に代数的でない操作を行った結果は次元として意味を成さないのである。